# ستاره تاریک
ستاره تاریک شیئی نظری و سازگار با قوانین مکانیک نیوتنی است که به دلیل جرم بسیار زیادش، سرعت گریز در سطح آن برابر یا بیشتر از سرعت نور خواهد بود.
اینکه چگونه در مکانیک نیوتنی نور می‌تواند تحت تأثیر نیروی گرانش قرار گیرد جای پرسش دارد؛ اما اگر شتاب گرفتن آن همانند شتاب گرفتن یک موشک از سطح زمین باشد، هر پرتو نوری که از سطح چنین ستاره ای منتشر شود در دام نیروی گرانش می‌افتد و از این رو این ستاره‌ها تاریک خواهند بود.